# 印卡·羅卡
印卡·羅卡（克丘亞語：Inka Ruq'a； 西班牙語：Inca Roca；意思是謹慎、成熟的王子。），印加傳說中的君主，約於14世紀初即位，在任約50年。

## 王儲時期的功績
早在父親卡帕克·尤潘基在位時，身為王儲的印卡·羅卡便身負重任，對外進行征戰。他曾率軍征伐庫斯科以北的欽察蘇尤以及沿海地區，輕而易舉地把這裡為數不多兼且無力抵抗的土人降服。接著為了便於管治新征服地，印卡·羅卡把境內的人民作出調徙。由於印加帝國境內有終年嚴寒的山區，亦有長年炎熱的低地，為了防止人民被遷徙後無法適應新居住地的氣候，印卡·羅卡就按照以往印加國王調徙人民的方法，作出適當的遷徙，把人民遷徙到與以往居住地氣候相等的地區。

## 在位時期的對外擴張
印卡·羅卡在位時，繼續對外擴張的政策，其中較重要的是對付昌卡人，幾經抵抗，最終將之擊敗，把安塔瓦伊利亞一帶納入印加帝國版圖。另外，又征服了東南方的查爾卡斯人。

## 制定法律

### 有關科學知識的法律
印卡·羅卡規定，科學知識只能為貴族所掌握，平民百姓的子女不許學習，以免他們傲慢狂妄。百姓只能學習的，就是父輩的技能。

### 刑罰
對於盜竊犯、殺人犯、通姦犯和縱火犯，都處以絞刑，絕不寬恕。

### 男丁服役
男子在二十五歲以前侍奉父母，二十五歲以後則效力國家。

### 建立學校及教育制度
印卡·羅卡在國都庫斯科建立學校（印卡·加西拉索·德拉維加引神父布拉斯·巴萊拉神父所說，印卡·羅卡是第一位在國都建立學校的），傳授對像為印加族王子、王室血統子弟和貴族。開設學校有四個目的，一是讓「阿毛塔」（Amauta，意即「哲學家和博學的智者」，在印加社會極受尊敬）是向王子、王室血統子弟和貴族，用實踐、日常習俗和經驗（因印加人沒有文字），傳授他們已掌握的科學知識，以及信仰中的儀式、典禮和戒律。二是教他們學習安邦治國及軍事本領，並使他們具教養。三是要他們用結繩記事的方法學習印加史。四是教導他們詩歌、音樂、哲學、占星等方面的才藝。

## 印卡·羅卡的思想及格言
印卡·羅卡留下一些格言，如：「天地萬物之間，如果我要崇拜甚麼的話，我肯定崇拜博學、機智的人，因為他超過大地上的一切生靈。但是，生為幼年、長為成年、碌碌無為而終其一生的人；昨日有始、今日有終的人；不能免于一死、不能恢復死神奪去生命的人，都是不應該受到崇拜的。」
此外，他又相信「帕查卡馬克」是天上威力無比的國王，因為他有如此遼闊、如此美麗的住所。

## 首位「阿南庫斯科」的統治者
印卡·羅卡把國都庫斯科分成「阿南」（Hanan，意為「上」）和「烏林」（Hurin，意為「下」）兩區。舊有的王宮，位處於「烏林庫斯科」區域，而印卡·羅卡則將王宮建於「阿南庫斯科」，長期居住。其後的歷任印加王承襲了此一傳統，在「阿南庫斯科」建立宮室。

## 去世
印卡·羅卡在位將近五十年後逝世，遺體按印加諸王舊例塗上防腐劑。其王位由他與妻子兼姊妹瑪瑪·米凱（Mama Micay）所生的兒子亞瓦爾·瓦卡克（克丘亞語：Yawar Waqaq；西班牙語：Yahuar Huácac）繼承。